# Liste des médaillés olympiques en ski acrobatique
Liste présentant les médaillés olympiques en ski acrobatique.

## Compétitions masculines

### Big Air
| Édition                          | Or              | Argent                | Bronze               |
| Pékin 2022 (Résultats détaillés) | Birk Ruud (NOR) | Colby Stevenson (USA) | Henrik Harlaut (SWE) |

### Bosses
| Édition                                | Or                       | Argent                  | Bronze                    |
| Albertville 1992                       | Edgar Grospiron (FRA)    | Olivier Allamand (FRA)  | Nelson Carmichael (USA)   |
| Lillehammer 1994                       | Jean-Luc Brassard (CAN)  | Sergei Shupletsov (RUS) | Edgar Grospiron (FRA)     |
| Nagano 1998                            | Jonny Moseley (USA)      | Janne Lahtela (FIN)     | Sami Mustonen (FIN)       |
| Salt Lake City 2002                    | Janne Lahtela (FIN)      | Travis Mayer (USA)      | Richard Gay (FRA)         |
| Turin 2006                             | Dale Begg-Smith (AUS)    | Mikko Ronkainen (FIN)   | Toby Dawson (USA)         |
| Vancouver 2010                         | Alexandre Bilodeau (CAN) | Dale Begg-Smith (AUS)   | Bryon Wilson (USA)        |
| Sotchi 2014 (Résultats détaillés)      | Alexandre Bilodeau (CAN) | Mikaël Kingsbury (CAN)  | Alexandr Smyshlyaev (RUS) |
| Pyeongchang 2018 (Résultats détaillés) | Mikaël Kingsbury (CAN)   | Matt Graham (AUS)       | Daichi Hara (JPN)         |
| Pékin 2022 (Résultats détaillés)       | Walter Wallberg (SWE)    | Mikaël Kingsbury (CAN)  | Ikuma Horishima (JPN)     |

### Half-pipe
| Édition                                | Or                  | Argent              | Bronze              |
| Sotchi 2014 (Résultats détaillés)      | David Wise (USA)    | Mike Riddle (CAN)   | Kevin Rolland (FRA) |
| Pyeongchang 2018 (Résultats détaillés) | David Wise (USA)    | Alex Ferreira (USA) | Nico Porteous (NZL) |
| Pékin 2022 (Résultats détaillés)       | Nico Porteous (NZL) | David Wise (USA)    | Alex Ferreira (USA) |

### Sauts
| Édition                                | Or                         | Argent                    | Bronze                   |
| Lillehammer 1994                       | Andreas Schönbächler (SUI) | Philippe LaRoche (CAN)    | Lloyd Langlois (CAN)     |
| Nagano 1998                            | Eric Bergoust (USA)        | Sébastien Foucras (FRA)   | Dmitri Dashchinsky (BLR) |
| Salt Lake City 2002                    | Aleš Valenta (CZE)         | Joe Pack (USA)            | Alexei Grishin (BLR)     |
| Turin 2006                             | Han Xiaopeng (CHN)         | Dmitri Dashchinsky (BLR)  | Vladimir Lebedev (RUS)   |
| Vancouver 2010                         | Alexei Grishin (BLR)       | Jeret Peterson (USA)      | Liu Zhongqing (CHN)      |
| Sotchi 2014 (Résultats détaillés)      | Anton Kushnir (BLR)        | David Morris (AUS)        | Jia Zongyang (CHN)       |
| Pyeongchang 2018 (Résultats détaillés) | Oleksandr Abramenko (UKR)  | Jia Zongyang (CHN)        | Ilya Burov (OAR)         |
| Pékin 2022 (Résultats détaillés)       | Qi Guangpu (CHN)           | Oleksandr Abramenko (UKR) | Ilya Burov (ROC)         |

### Ski cross
| Édition                                | Or                          | Argent                   | Bronze               |
| Vancouver 2010                         | Michael Schmid (SUI)        | Andreas Matt (AUT)       | Audun Grønvold (NOR) |
| Sotchi 2014 (Résultats détaillés)      | Jean-Frédéric Chapuis (FRA) | Arnaud Bovolenta (FRA)   | Jonathan Midol (FRA) |
| Pyeongchang 2018 (Résultats détaillés) | Brady Leman (CAN)           | Marc Bischofberger (SUI) | Sergueï Ridzik (OAR) |
| Pékin 2022 (Résultats détaillés)       | Ryan Regez (SUI)            | Alex Fiva (SUI)          | Sergueï Ridzik (ROC) |

### Slopestyle
| Édition                                | Or                     | Argent              | Bronze                       |
| Sotchi 2014 (Résultats détaillés)      | Joss Christensen (USA) | Gus Kenworthy (USA) | Nick Goepper (USA)           |
| Pyeongchang 2018 (Résultats détaillés) | Øystein Bråten (NOR)   | Nick Goepper (USA)  | Alex Beaulieu-Marchand (CAN) |
| Pékin 2022 (Résultats détaillés)       | Alexander Hall (USA)   | Nick Goepper (USA)  | Jesper Tjäder (SWE)          |

## Compétitions féminines

### Big Air
| Édition                          | Or              | Argent            | Bronze                 |
| Pékin 2022 (Résultats détaillés) | Gu Ailing (CHN) | Tess Ledeux (FRA) | Mathilde Gremaud (SUI) |

### Bosses
| Édition                                | Or                            | Argent                        | Bronze                       |
| Albertville 1992                       | Donna Weinbrecht (USA)        | Elizaveta Kozhevnikova (EUN)  | Stine Lise Hattestad (NOR)   |
| Lillehammer 1994                       | Stine Lise Hattestad (NOR)    | Liz McIntyre (USA)            | Elizaveta Kozhevnikova (RUS) |
| Nagano 1998                            | Tae Satoya (JPN)              | Tatjana Mittermayer (GER)     | Kari Traa (NOR)              |
| Salt Lake City 2002                    | Kari Traa (NOR)               | Shannon Bahrke (USA)          | Tae Satoya (JPN)             |
| Turin 2006                             | Jennifer Heil (CAN)           | Kari Traa (NOR)               | Sandra Laoura (FRA)          |
| Vancouver 2010                         | Hannah Kearney (USA)          | Jennifer Heil (CAN)           | Shannon Bahrke (USA)         |
| Sotchi 2014 (Résultats détaillés)      | Justine Dufour-Lapointe (CAN) | Chloé Dufour-Lapointe (CAN)   | Hannah Kearney (USA)         |
| Pyeongchang 2018 (Résultats détaillés) | Perrine Laffont (FRA)         | Justine Dufour-Lapointe (CAN) | Yuliya Galysheva (KAZ)       |
| Pékin 2022 (Résultats détaillés)       | Jakara Anthony (AUS)          | Jaelin Kauf (USA)             | Anastassia Smirnova (ROC)    |

### Half-pipe
| Édition                                | Or                  | Argent               | Bronze                |
| Sotchi 2014 (Résultats détaillés)      | Maddie Bowman (USA) | Marie Martinod (FRA) | Ayana Onozuka (JPN)   |
| Pyeongchang 2018 (Résultats détaillés) | Cassie Sharpe (CAN) | Marie Martinod (FRA) | Brita Sigourney (USA) |
| Pékin 2022 (Résultats détaillés)       | Gu Ailing (CHN)     | Cassie Sharpe (CAN)  | Rachael Karker (CAN)  |

### Sauts
| Édition                                | Or                    | Argent                 | Bronze                  |
| Lillehammer 1994                       | Lina Cheryazova (UZB) | Marie Lindgren (SWE)   | Hilde Synnøve Lid (NOR) |
| Nagano 1998                            | Nikki Stone (USA)     | Xu Nannan (CHN)        | Colette Brand (CAN)     |
| Salt Lake City 2002                    | Alisa Camplin (AUS)   | Veronica Brenner (CAN) | Deidra Dionne (CAN)     |
| Turin 2006                             | Evelyne Leu (SUI)     | Li Nina (CHN)          | Alisa Camplin (AUS)     |
| Vancouver 2010                         | Lydia Lassila (AUS)   | Li Nina (CHN)          | Guo Xinxin (CHN)        |
| Sotchi 2014 (Résultats détaillés)      | Ala Tsuper (BLR)      | Xu Mengtao (CHN)       | Lydia Lassila (AUS)     |
| Pyeongchang 2018 (Résultats détaillés) | Hanna Huskova (BLR)   | Zhang Xin (CHN)        | Kong Fanyu (CHN)        |
| Pékin 2022 (Résultats détaillés)       | Xu Mengtao (CHN)      | Hanna Huskova (BLR)    | Megan Nick (USA)        |

### Ski cross
| Édition                                | Or                      | Argent                  | Bronze                 |
| Vancouver 2010                         | Ashleigh McIvor (CAN)   | Hedda Berntsen (NOR)    | Marion Josserand (FRA) |
| Sotchi 2014 (Résultats détaillés)      | Marielle Thompson (CAN) | Kelsey Serwa (CAN)      | Anna Holmlund (SWE)    |
| Pyeongchang 2018 (Résultats détaillés) | Kelsey Serwa (CAN)      | Brittany Phelan (CAN)   | Fanny Smith (SUI)      |
| Pékin 2022 (Résultats détaillés)       | Sandra Näslund (SWE)    | Marielle Thompson (CAN) | Fanny Smith (SUI)      |

### Slopestyle
| Édition                                | Or                     | Argent                 | Bronze              |
| Sotchi 2014 (Résultats détaillés)      | Dara Howell (CAN)      | Devin Logan (USA)      | Kim Lamarre (CAN)   |
| Pyeongchang 2018 (Résultats détaillés) | Sarah Höfflin (SUI)    | Mathilde Gremaud (SUI) | Isabel Atkin (GBR)  |
| Pékin 2022 (Résultats détaillés)       | Mathilde Gremaud (SUI) | Gu Ailing (CHN)        | Kelly Sildaru (EST) |

## Compétition mixte

### Sauts par équipe
| Édition                          | Or                                                               | Argent                                   | Bronze                                            |
| Pékin 2022 (Résultats détaillés) | États-Unis Ashley Caldwell Christopher Lillis Justin Schoenefeld | Chine Xu Mengtao Jia Zongyang Qi Guangpu | Canada Marion Thénault Miha Fontaine Lewis Irving |